# Božo Broketa
Božo Broketa (Dubrovnik, 24 de dezembro de 1922 - Dubrovnik, 26 de julho de 1985) foi um futebolista iugoslavo. Ele competiu na Copa do Mundo FIFA de 1950, sediada no Brasil, na qual a seleção de seu país terminou na quinta colocação dentre os treze participantes.

## Ligações Externas
- Perfil olímpico